# Бохумил Храбал
Бохумил Храбал (чеш. Bohumil Hrabal; Брно, 28. март 1914 — Праг, 3. фебруар 1997) је био чешки књижевник.

## Живот и рад
Рођен је у Брну у Моравској. Живео је кратко време у Прагу, али одрастао је у Нимбурку као директоров посинак. Дипломирао је право на Карловом универзитету у Прагу. У Прагу живи од касних четрдесетих година 20. века. Радио је као физички радник у челичани педесетих година. То искуство га је инспирисало да пише хиперреалистичне текстове. Његов најбољи роман је „Строго контролисани возови“ (1965). По том роману је Јиржи Менцел је режирао филм, који је добио Оскара за најбољи страни филм. Те 1965. године купио је викендицу, у коју је одлазио на одмор целога живота. Био је велики приповедач, а омиљена кафана, коју је посећивао била је „Код златног тигра“ у Прагу. Ту се сусретао са Вацлавом Хавелом, а имао је сусрете и са америчким председником Клинтоном и Медлин Олбрајт.
Неколико његових дела није објављено у Чехословачкој, јер су власти имале примедби на те књиге. 
Умро је тако што је пао са петог спрата зграде болнице, док је наводно покушавао да нахрани голубове. Касније се спомињало да је Храбал иначе становао на петом спрату и да је у неколико својих књига спомињао самоубиство скакањем са петог спрата.
Писао је експресивним, визуелним стилом и често је користио дуге реченице.  Његово дело „Часови плеса за старије“, има само једну реченицу. Многи ликови у Храбаловим делима су приказани као „паметне будале“.
Уз Јарослава Хашека, Карела Чапека и Милана Кундеру сматра се једним од највећих чешких књижевника 20. века. Његова дела су преведена на 27 језика.

## Књижевна дела
Дела Богхумила Храбала:
- Изгубљена улица (Ztracená ulička) - Nymburk: Hrádek, 1948. (збирка поезије)
- Разговори људи (Hovory lidí) - 1956.
- Шева на жици (Skřivánek na niti) - 1959.
- Перла са дна (Perličky na dně) - Prague: CS, 1963.
- Наклапала (Pábitelé) - Prague: MF, 1964.
- Часови плеса за одрасле и напредне (Taneční hodiny pro starší a pokročilé) - Prague: CS, 1964.
- Строго контролисани возови (Ostře sledované vlaky) - Prague: CS, 1965.
- Оглас за кућу у којој више нећу да живим (Inzerát na dům, ve kterém už nechci bydlet) - Prague: MF, 1965.
- Моритати и легенде (Morytáty a legendy) - Prague: CS, 1968.
- Домаћи задатак: размишљања и разговори (Domácí úkoly: úvahy a rozhovory)  - Prague: MF, 1970.
- Пупољци (Poupata) - Prague: MF, 1970, конфискован и спаљен од стране комунистичког режима
- Служио сам енглеског краља (Obsluhoval jsem anglického krále) - Prague: Petlice, 1971 (тајна антикомунистичка издавачка кућа)
- Нежни варварин (Něžný barbar) - Prague: Petlice, 1973 (тајна антикомунистичка издавачка кућа); Егзилско издање: Index, Koeln, 1981.
- Стрижено-скраћено (Postřižiny) - Prague: Petlice, 1974 (тајна антикомунистичка издавачка кућа)
- Место у коме је стало време (Městečko, kde se zastavil čas) - Prague: Petlice, 1974 (тајна антикомунистичка издавачка кућа); Егзилско издање: Comenius, Innsbruck, 1978.
- Сувише бучна самоћа (Příliš hlučná samota) - Prague: Ceska expedice 1977 (тајна антикомунистичка издавачка кућа); Егзилско издање: Index, Koeln, 1980.
- Свечаности висибаба (Slavnosti sněženek) - Prague: CS, 1978.
- Сваки дан чудо (Každý den zázrak) - (приповетке), 1979.
- Радосна туга (Krasosmutnění) - Prague: CS, 1979.
- Харлекинови милиони (Harlekynovy milióny) - Prague: CS, 1981.
- Клубови поезије (Kluby poezie) - Prague: MF, 1981.
- Домаћи задаци из марљивости (Domáci úkoly z pilnosti) - Prague: MF, 1982.
- Живот без смокинга (Život bez smokingu) - Prague: CS, 1986.
- Свадбе у кући (Svadby v domě) - Prague: Pražská imaginace, 1986 (тајна антикомунистичка издавачка кућа); Егзилско издање: 68 Publishers, Toronto, 1987.
- Нови живот (Vita nuova) - Prague: Pražská imaginace, 1986 (тајна антикомунистичка издавачка кућа); Егзилско издање: 68 Publishers, Toronto, 1987.
- Процепи (Proluky) - Prague: Petlice, 1986 (sтајна антикомунистичка издавачка кућа) Егзилско издање: 68 Publishers, Toronto, 1986.
- Kličky na kapesníku - Prague: Pražská imaginace, 1987. (тајна антикомунистичка издавачка кућа)
- Новембарски ураган (Listopadový uragán) - Prague: Tvorba, 1990.
- Реке понорнице (Ponorné říčky) - Prague: Pražská imaginacek, 1991.
- Ружичасти каваљер (Růžový kavalír) - Prague: Pražská imaginacek, 1991.
- Аурора у плићаку (Aurora na mělčině) - Prague: Pražská imaginacek, 1992.
- Вечерњи програм за Касија (Večerníčky pro Cassia) - Prague: Pražská imaginace, 1993.
- Atomová mašina značky Perkeo - sc, Prace, 1991.
- Bambino di Praga; Barvotisky; Krásná Poldi - Praha: Československý spisovatel, 1990.
- Песникарење (Básnění) - Praha: Pražská imaginace, 1991. (поезија)
- Јеврејски свећњак (Židovský svícen) - 1991. (поезија)
- Bibliografie dodatky rejstříky - Praha: Pražská imaginace, 1997.
- Buďte tak hodná, vytáhněte rolety: výbor z milostné korespondence - Praha: Triton, 1999.
- Chcete vidět Zlatou Prahu?: výbor z povídek - Praha: Mladá fronta, 1989.
- Сећам се само и једино сунчаних дана (Já si vzpomínám jen a jen na slunečné dny) - Nymburk: S Klos, 1998.